# عندك صديق (أغنية)
عندك صديق (بالإنجليزية: You've Got a Friend)‏ هي أغنية من عام 1971 كتبتها كارول كينج (مغنية وكاتبة غنائية وعازفة بيانو أمريكية) وسجلتها بصوتها لأول مرة ضمن البومها «تابستري»، وصدرت نسخة أخرى ذاعت شهرتها بصوت جيمس تايلور من ألبومه «طين منزلق نحيف والأفق الأزرق»، كما صدرت نسخة تايلور كأغنية فردية لتتصدر المركز الأول على قوائم البيلبورد في الولايات المتحدة، والمركز الرابع على القوائم البريطانية، ومن الجدير بالذكر إن نسخة كارول كينج ونسخة جيمس تايلور تم تسجيلهما في نفس العام وبنفس طاقم العازفين، وفازت نسخة تايلور بجائزة أفضل أداء رجالي ضمن جوائز الجرامي، وفازت نسخة كينج بجائزة أفضل أغنية ضمن جوائز الجرامي أيضا. غنى الأغنية كثيرين (367 فنان) منهم داستي سبرينجفيلد ومايكل جاكسون وآن موراي ودوني هاثاواي.

## نبذة عن جيمس تايلور
هو مغنِ مؤلف وموسيقي وكاتب وعازف جيتار من الولايات المتحدة الأمريكية، ولد في بوسطن 1948، هو عضوٌ في الحزب الديمقراطي الأمريكي، وهو حائز على جائزة جرامي خمس مرات، وتم ضمه في قاعة مشاهير الروك أند رول في عام 2000. باع تايلور أكثر من 100 مليون تسجيل في جميع أنحاء العالم.

## خلفية الأغنية
صرحت كينغ: «أن الأغنية كانت أقرب إلى الإلهام الخالص وأن الأغنية كتبت نفسها بنفسها، لقد كتبها شيء خارج نفسي، من خلالي»، وقالت لصديقها جيمس تايلور أن الأغنية جاءت ردًا على أغنيته «نار ومطر» والتى قال فيها «لقد رأيت أوقات وحدة لم أجد فيها صديقًا»، قالت كينج في مقابلة عام 1972 إنها لم تكتبها مع جيمس أو أي شخص آخر في ذهنها على وجه التحديد، ولكن عندما سمعها جيمس، أحبها حقًا وأراد تسجيلها. قام جيمس تايلور وكارول كينج بأداء الأغنية معًا في عام 2010 خلال جولة «عودة اللقاء في التروبادور» (هي جولة موسيقية لكينج وتايلور للإحتفال بالذكرى الأربعين للغناء معًا عام 1970 في النادي الليلي «تروبادور» بهوليوود).

## كلمات الأغنية
عندما تكون محبطًا ومضطربًا  When you're down and troubled 
بحاجة ليد المساعدة  And you need a helping hand  
ولا شيء، لا شيء يسير على ما يرام And nothing, nothing is going right
إغمض عيناكِ وفكرِ بي Close your eyes and think of me
وسأكون عندكِ حالًا And soon I will be there
لاضيئ لك حتى أحلك لياليك To brighten up even your darkest night
فقط نادى بأسمي You just call out my name
أنتِ تعلمِ أين أنا And you know wherever I am
سآتيك راكضًا لرؤيتكِ مرة أخرى I'll come running to see you again
شتاء، ربيع، صيف أو خريف Winter, spring, summer or fall
كل ما عليك عمله هو مناداتي All you have to do is call
وسأكون هناك And I'll be there
أنتِ لك صديق   You've got a friend   
إذا كانت السماء فوقك If the sky above you
مظلمة ومملؤة بالغيوم Grows dark and full of clouds
وتهب عليك تلك الرياح الشمالية القديمة And that old north wind begins to blow
إهدأِ بالرغم من كل المصاعب Keep you head together
ونادي أسمي بصوت عال And call my name out loud
وستسمعني أطرق بابك Soon you'll hear me knocking at you door
فقط نادى أسمي You just call out my name
أنتِ تعلمِ أين انا And you know wherever I am
سآتيك راكضًا لرؤيتكِ مرة أخرى I'll come running to see you again
شتاء، ربيع، صيف أو خريف Winter, spring, summer or fall
كل ما عليك فعله ان تنادي All you have to do is call
وسأكون هناك   And I'll be there   
أليس من الجيد معرفة أن لديك صديق Ain't it good to know that you've got a friend
عندما يمكن أن يكون الناس باردين جدا When people can be so cold
سوف يؤذنك، ويهجرونك They'll hurt you, and desert you
سيأخذون روحك إذا سمحت لهم And take your soul if you let them
لاتدعيهم  Oh yeah, don't you let them                 
فقط نادي اسمي You just call out my name
وأنت تعلم أينما كنت And you know wherever I am
سآتي أركض لرؤيتك مرة أخرى I'll come running to see you again
الآن  يا صغيرتي، الأ تعلمي   Oh baby, don't you know now      
شتاء، ربيع، صيف أو خريف Winter, spring, summer or fall
كل ما عليك عمله هو مناداتي All you have to do is call
وسأكون هناك And I'll be there
أنتِ لك صديق  You've got a friend    
أنتِ لك صديق   You've got a friend 
أليس من الجيد معرفة أن لديك صديق Ain't it good to know you've got a friend
أليس من الجيد معرفة أن لديك صديق Ain't it good to know you've got a friend
أنتِ لك صديق  You've got a friend    

## إستقبال الأغنية
وفقًا للمؤلف جيمس دي بيرون، فإن موضوع الأغنية يتضمن تعبيرًا عن "حب عالمي، أخوي / أخوي، من إنسان لإنسان آخر، بغض النظر عن الجنس، لطالما كانت كلمات هذه الأغنية "المطمئنة«سببًا في شيوعها عند الأشخاص الذين يحتاجون إلى تعزيز الثقة بالنفس». إن  رسائل الصداقة في الأغنية (التي ليس لها حدود) كان لها جاذبية عالمية، وبالنسبة لتايلور، فقد كانت كلمات الأغنية لها صدى خاص بسبب الاكتئاب الذي تعافى منه قبل فترة وجيزة من سماع كارول كينغ تعزفها. وصف الناقد جون لانداو من مجلة رولينج ستون، إن هذه الأغنية هي «أغنية كارول كينج الأكثر كمالًا»، واعتبرت مجلة «موجو» أن الأغنية هي روح البوم «تابستري»، وعلق الناقد الموسيقي ستيوارت ماسون على«العلاقة الحميمة السهلة» لأداء كينغ، منح الأغنية إخلاصًا افتقر إليه تايلور في أداؤه.

## طاقم العزف والغناء في نسخة كارول كينج
- كارول كينج: بيانو وغناء وغناء في الخلفية.[24]
- ديفيد كامبل: فيولا.
- تيري كينج: تشيلو.
- داني «كوتش» كورتشمار: جيتار أكوستيك وكونجا وجيتار كهربائي وغناء.
- تشارلز «تشارلي» لاركي: كمان أجهر.
- جوني ميتشل: غناء في الخلفية.[25]
- باري سوتشر: كمان.
- جيمس تايلور: جيتار صوتي ودعم الغناء.[26]

## طاقم العزف والغناء في نسخة جيمس تايلور
- جيمس تايلور: غناء وجيتار صوتي.
- جوني ميتشل: دعم غناء.
- داني كورتشمار: جيتار صوتي وكونجاس.
- ليلاند سكلار: جيتار باس.
- روس كونكيل: طبول وكونجاس وكاباسا.[27]

## وصلات خارجية
https://www.songfacts.com/facts/james-taylor/youve-got-a-friend
https://www.songfacts.com/facts/carole-king/youve-got-a-friend
https://www.caroleking.com/
https://www.jamestaylor.com/
https://www.allmusic.com/song/youve-got-a-friend-mt0056744929
https://www.allmusic.com/album/youve-got-a-friend-mw0000732899